# مکینلی، شهرستان سنت لوئیس، مینه‌سوتا
مکینلی، شهرستان سنت لوئیس، مینه‌سوتا (به انگلیسی: McKinley, St. Louis County, Minnesota) یک شهر در ایالات متحده آمریکا است که در مینه‌سوتا واقع شده‌است.

## خصوصیات
مکینلی ۴٫۱۴ کیلومترمربع مساحت و ۱۲۸ نفر جمعیت دارد.